# Пердикка (диадох)
Перди́кка (др.-греч. Περδίκκας; ок. 360 до н. э. — 321 до н. э.) — друг и сподвижник Александра Великого, один из диадохов, регент империи после смерти Александра (323).

## Биография
Пердикка родился около 360 года до н. э. в семье представителя аристократии верхнемакедонской горной области Орестида на границе с Эпиром Оронта, который, возможно, имел родственные связи с царской династией Аргеадов. У него был брат Алкета и сестра Аталанта.
Впервые Пердикка упомянут в качестве царского телохранителя-соматофилака при Филиппе II, который был свидетелем убийства последнего Павсанием в 336 году до н. э. Согласно Диодору Сицилийскому, Пердикка вместе с другими соматофилаками Леоннатом и Атталом догнал Павсания, который собирался убежать с места преступления, и убил его копьём.
В 335 году до н. э., уже на службе Александра Македонского, Пердикка руководил таксисами орестийцев и линкестийцев в кампании против Клита и Главкия в Иллирии. Также Пердикка, в том же году, участвовал в осаде Фив. Арриан, с отсылкой к мемуарам Птолемея, и Диодор Сицилийский по разному описывали роль Пердикки во взятии города. Согласно Арриану, во время несения караульной службы Пердикка без приказа со своими людьми напал на передовой отряд фиванцев. За ним последовали и другие македоняне. Александр увидел угрозу окружения части его войска и с основными силами пришёл к ним на помощь. Хоть Пердикка и был тяжело ранен, его отчаянная атака принесла Александру победу в кампании. Диодор, напротив, утверждал, что во время штурма Александр заметил какой-то ход в город без охраны, куда приказал отправиться Пердикке.
Информация из античных источников в данном случае противоречива. В большинстве случаев в подобных ситуациях историки отдают предпочтению Арриану, как из-за его личного опыта военачальника, так и использования им мемуаров Птолемея. Однако в данном случае Арриан, по всей видимости, сомневался в достоверности истории, в связи с чем привёл утверждение с атрибуцией. Также не исключено, что враг Пердикки Птолемей таким образом перекладывает на своего противника вину за кровавый штурм, который закончился резнёй и разрушением древнего города. По мнению Б. Г. Гафурова и Д. Цибукидиса, представитель апологетического направления при писании истории Александра Арриан перекладывал вину за разрушение Фив на его военачальников.
Н. Хаммонд и В. Хеккель отмечали слабую обоснованность мнения о перекладывании вины с Александра в изложении Арриана. Решение об уничтожении Фив было принято на синедрионе Коринфской лиги. К тому же роль Пердикки была героической. Он возглавил штурм в наиболее ответственный момент, был тяжело ранен и не нёс ответственности за последующие события. Арриан перечисляет имена командиров, приводит специфические особенности штурма связанные со сложной топографией города. В связи с этим вышеупомянутые историки считают его изложение последовательности событий в целом достоверным.
Причины самовольного начала штурма со стороны Пердикки можно разделить на рациональные и иррациональные. К рациональным относят сигнал со стороны запертого в фиванском акрополе Кадмея, а также обнаружение молодым и амбициозным военачальником Пердиккой слабого места в обороне, которое он решил атаковать не дожидаясь появления там фиванских воинов. К иррациональным причинам можно отнести нетерпеливость амбициозного Пердикки, который своими действиями хотел произвести впечатление на Александра.
Плутарх передаёт легенду о том как Александр перед началом похода в Азию раздарил всё царское имущество своим друзьям. Пердикка спросил у Александра: «Что же, царь, оставляешь ты себе?», на что получил ответ — «Надежды!» Пердикка отказался от даров Александра со словами, что и он хочет иметь долю надежд. Примеру Пердикки последовал ряд других приближённых македонского царя.

### Карьера при Александре
Пердикка, сын Оронта, был родственником царской фамилии и состоял соматофилаком (телохранителем) ещё при Филиппе II. Александр, вступив на престол, предоставил Пердикке командование над частью фаланги, а позднее — над конницей. Пердикка участвовал во всех походах и битвах Александра Великого, который высоко ценил его за ум, воинскую доблесть и преданность. Последний и высший знак доверия был оказан Пердикке при смерти царя, который передал ему царское кольцо с печатью.

### Регентство
Жена Александра, Роксана, по смерти мужа осталась беременной. Полководцы Александра долго спорили о том, кому быть верховным правителем страны и, наконец, согласились на регентство Пердикки, пока не достигнет совершеннолетия сын Роксаны, если она родит сына. Вскоре, однако, Мелеагр объявил законным наследником брата Александра Великого, Арридея, и поднял бунт против царских телохранителей. Враждующие партии помирились на том, что Арридей будет царём, а регентами — Пердикка и Мелеагр. Пердикка вошёл в доверие Арридея, при его помощи избавился от соперника и от его имени распределил сатрапии между полководцами, стараясь при этом самых опасных из их числа устроить возможно дальше друг от друга. В руках самого Пердикки осталась неограниченная власть вместе с символом её — государственной печатью. Кроме того, он был главнокомандующим над войсками.

### Борьба за власть
Несмотря на энергию и отвагу Пердикки, начались мятежи и междоусобия. Тотчас по распределении сатрапий Пердикка поручил Леоннату и Антигону, сатрапам Малой и Великой Фригии, помочь Эвмену завоевать назначенные ему Пафлагонию и Каппадокию и утвердиться там; но ни Леоннат, ни Антигон не исполнили приказаний регента, и ему самому пришлось завоевывать эти страны. Изгнанный за ослушание из своей сатрапии, Антигон бежал к Антипатру и Кратеру, которые в это время заканчивали покорение Греции (Ламийская война). Незадолго до того Пердикка женился на дочери Антипатра Никее. Узнав, что Антигон нашёл дружеский прием у Антипатра, Пердикка развелся с Никеей и вошёл в переговоры о новом браке с сестрой Александра Македонского Клеопатрой. Оставив в Македонии Полиперхона, Антипатр и Кратер отправились в Азию, чтобы вернуть Антигону отнятую сатрапию и обуздать Пердикку. Рассчитывая только на одного Эвмена, Пердикка поручил ему ведение дел в Азии, а сам отправился в Египет против Птолемея, обещавшего свою помощь Антигону и Антипатру. Трудность перехода по дельте и берегу Нила и крайняя строгость Пердикки, взыскивавшего за самые ничтожные провинности, породили недовольство в войске, которое и без того с неохотой шло против Птолемея. Во время переправы через Нил, близ Мемфиса, когда более двух тысяч воинов утонуло, произошёл открытый бунт. Некоторые из командиров ворвались в шатёр Пердикки и убили его (начало июля 321 года до н. э.).

## Оценки
У. Тарн считал, что Пердикка был отважным человеком и хорошим солдатом, которого отличала несдержанность и чрезмерная гордость.

### Исследования
- Гафуров Б. Г., Цибукидис Д. И. Александр Македонский и Восток. — М.: Наука, 1980.
- Клеймёнов А. А. Сообщение Птолемея о действиях таксиса Пердикки при штурме Фив войсками Александра Македонского: проблема интерпретации // Научные ведомости Белгородского государственного университета. История. Политология. Экономика. Информатика  / Глав. ред. О. Н. Полухин. — Белгород: Издательский дом «Белгород», 2013. — Вып. 25, № 1 (144). — С. 5—10.
- Anson Edward M. The Dating of Perdiccas’ Death and the Assembly at Triparadeisus (англ.) // Greek, Roman & Byzantine Studies. — 2002. — Vol. 43, iss. 4. — P. 373—390.
- Heckel W. Who's Who in the Age of Alexander the Great: Prosopography of Alexander's Empire (англ.). — Malden; Oxford; Carlton: Blackwell Publishing, 2006. — ISBN 1-4051-1210-7.

- Droysen, «Geschichte des Hellenismus» (1877—78, 2 изд., русский перевод 1893);
- Niese, «Geschichte der Griechischen und Makedonischen Staaten seit der Schlacht bei Cheronäa» (1893, I т.);
- Holm, «Griechische Geschichte» (IV т.: «Die Griechisch-Makedonische Zeit», 1894).